# Dear Billie
Dear Billie è il secondo album in lingua inglese del cantautore italiano Joe Barbieri.
Il disco - omaggio alla cantante americana Billie Holiday - può essere considerato il completamento di una dilogia che Barbieri ha voluto dedicare ai suoi numi tutelari nel jazz e che era iniziata nel 2013 con un album-tributo a Chet Baker dal titolo Chet Lives!.

Oltre a Barbieri alla chitarra e alla voce, il disco vede le partecipazioni di Gabriele Mirabassi al clarinetto, di Luca Bulgarelli al contrabbasso e di Pietro Lussu al pianoforte. Alle registrazioni ha assistito in sala un pubblico di 50 ospiti. 
Nel repertorio prescelto, accanto a canzoni rese celebri dalla cantante di Baltimora, sono inclusi il brano originale eponimo Dear Billie ed il brano in italiano Facendo i conti (del quale Billie Holiday è protagonista nel testo), entrambi a firma dello stesso Barbieri.
La pubblicazione italiana dell'album è avvenuta il 3 maggio su etichetta Microcosmo Dischi, il disco è successivamente stato pubblicato nel resto del mondo il 17 maggio con l'eccezione della Corea del Sud (nel quale è stato distribuito il 23 maggio) e del Giappone (disponibile dal 19 giugno).

## Tracce
Le tracce che compongono l'album sono le seguenti:
1. I'm a Fool to Want You - 4:43 (Herron - Sinatra - Wolf)
2. The End of a Love Affair - 4:37 (Redding)
3. The Very Thought of You - 4:08 (Noble)
4. I'll Be Seeing You - 4:38 (Fain - Kahal)
5. I Get Along Without You Very Well - 4:02 (Carmichael)
6. Dear Billie - 5:16 (Barbieri)
7. What a Little Moonlight Can Do - 3:41 (Woods)
8. Don't Explain - 4:14 (Herzog - Holiday)
9. When You're Smiling - 3:48 (Shay - Fisher - Goodwin)
10. Facendo i conti - 4:41 (Barbieri)

L'edizione giapponese del disco contiene, come registrazione supplementare, il brano You've Changed.